# Franz Weinitz
Franz Weinitz (né le 15 septembre 1855 à Berlin et mort le 18 novembre 1930 dans la même ville) est un historien de l'art allemand.

## Biographie
Franz Weinitz étudie l'histoire et l'histoire de l'art à Heidelberg, Munich, Strasbourg et Leipzig et obtient son doctorat en histoire à l'Université de Heidelberg en 1882. En 1884/85, il séjourne à Paris pour poursuivre ses études. En 1885, il s'installe à Berlin et travaille comme assistant de recherche à la Galerie nationale jusqu'en 1888. Weinitz travaille ensuite comme chercheur privé. En 1893/94, Weinitz entreprend une tournée mondiale qui le mène à Chicago, San Francisco, Hawaï, au Japon, en Chine, en Inde et en Égypte. En février 1905, il reçoit le titre honorifique de professeur.
Weinitz s'occupe également de l'histoire des incendies à Berlin et est longtemps membre de l'équipe éditoriale du magazine Feuer und Wasser. En 1901, il organise la section historique de l'exposition internationale sur la protection contre l'incendie et le sauvetage en cas d'incendie à Berlin.
Depuis 1892, Weinitz est membre de l'Association d'histoire de Berlin (de), dont il reçoit la médaille Fidicin (de) en 1908 ; En 1925, il devient membre honoraire du club. Depuis 1889, il est également membre de la Société de géographie

## Publications (sélection)
- Der Zug des Herzogs von Feria nach Deutschland im Jahre 1633. Ein Beitrag zur Geschichte des dreißigjährigen Krieges. Winter, Heidelberg 1882 (Dissertation; Digitalisat) (Google Books)..
- Des Don Diego de Aedo y Gallart Schilderung der Schlacht von Nördlingen (i. J. 1634). Aus dessen Viaje del Infante Cardenal Don Fernando de Austria übersetzt und mit Anmerkungen versehen. Trübner, Strasbourg 1884 (Digitalisat).
- Theodor Hosemann. Eine kunstgeschichtliche Studie zur Erinnerung an die neunzigste Wiederkehr des Tages seiner Geburt. (= Schriften des Vereins für die Geschichte Berlins 34, 1). Verlag des Vereins für die Geschichte Berlins 1897
- Die alte Garnisonkirche in Berlin. Ein geschichtlicher Abriss nebst Schilderung ihrer Zerstörung durch den Brand am 13. April 1908. Günther, Berlin 1908.
- Berliner Brandchronik. Bemerkenswerte Brände aus alter und neuer Zeit. Zusammengestellt nach Jahr, Tag und Brandstelle. Berlin 1910.
- Johann Jacobi. Der Gießer des Reiterdenkmals des Großen Kurfürsten in Berlin. Sein Leben und seine Arbeiten. (= Mitteilungen des Vereins für Geschichte und Altertumskunde zu Bad Homburg 14). Steinhäusser, Bad Homburg 1914.